# Richard Groenendaal
Richard Groenendaal, född den 13 juli 1971 i 's-Hertogenbosch, är en nederländsk tidigare tävlingscyklist som speciellt hade stora framgånger inom cykelcross, i vilket han blev världsmästare år 2000, samt därtill blev totalsegrare i UCI Cyclo-cross World Cup tre gånger och i Superprestige två. Därutöver tog han åtta nederländska cross-mästerskapstitlar i herrelit-klassen. Han tävlade även inom mountainbike (nederländsk mästare i XCO 1997) och landsväg (men nådde inga anmärkningvärda framgångar – efter att han blivit professionell 1997 deltog han förvisso i en del landsvägslopp, främst mindre etapplopp, men han var helt hänvisad till rollen som hjälpryttare, vilket inte ger några framträdande placeringar för egen del, utan bara pengar på kontot...).
Groenendaal vann sitt första nederländska cross-mästerskap i U17-klassen 1987, följde upp detta med två raka nederländska juniortitlar (U19) och blev därtill juniorvärldsmästare 1989. Han ingick också i det nederländska lag som blev silvermedaljörer i lagtempo på landsväg vid juniorvärldsmästerskapen 1989. Därefter, fram till och med 1993, var Groenendaal amatör och som sådan vann han tre nationsmästerskap i cykelcross och representerade Nederländerna i linjeloppet vid Olympiska spelen i Barcelona 1992 (17:e plats).
Groenendaal avslutade sin aktiva karriär efter vintersäsongen 2008/2009 och fortsatte sedan som sportdirektör.
Richard Groenedaals far, Rein Groenendaal, var också cross-cyklist och blev bland annat nederländsk mästare 1985.

## Meriter – cykelcross
| 1987 Nederländsk U17-mästare 1988 Nederländsk juniormästare 1989 Juniorvärldsmästare Nederländsk juniormästare | 1990 Nederländsk amatörmästare 7:a vid Världsmästerskapen (amatörer) 1991 Nederländsk amatörmästare 1992 3:a vid Nederländska mästerskapen (amatörer) 1993 Nederländsk amatörmästare 5:a vid Världsmästerskapen (amatörer) |

### Elit
Världsmästerskap och nederländska mästerskap avhålls i januari/februari. UCI World Cup, Superprestige och Trophee veldrijden är serier av deltävlingar som går över cykelcrossens vintersäsong. Från 2004/2005 till 2007/2008 utsågs dock ingen sammanlagd vinnare av World Cup. UCI:s världsranking avser Groenendaals placering vid säsongsslutet i mars.
| SäsongTävling             | 1990 1991 | 1991 1992 | 1992 1993 | 1993 1994 | 1994 1995 | 1995 1996 | 1996 1997 | 1997 1998 | 1998 1999 | 1999 2000 | 2000 2001 | 2001 2002 | 2002 2003 | 2003 2004 | 2004 2005 | 2005 2006 | 2006 2007 | 2007 2008 | 2008 2009 |
| ------------------------- | --------- | --------- | --------- | --------- | --------- | --------- | --------- | --------- | --------- | --------- | --------- | --------- | --------- | --------- | --------- | --------- | --------- | --------- | --------- |
| Världsmästerskapen        | Am.       | Am.       | Am.       |           |           | 8         | 17        | 9         | DNF       |           | 24        | 4         | 17        | DNF       | 16        | 21        | 6         | 12        | 38        |
| Nederländska mästerskapen | Am.       | Am.       | Am.       |           |           |           |           |           | 4         |           |           |           |           |           |           |           |           |           |           |
| UCI World Cup             | –         | –         | –         | 9         | 8         |           |           |           | 6         |           |           | 4         | 4         |           | X         | X         | X         | X         | 13        |
| Superprestige             | 38        | –         | 20        | 4         |           |           |           |           | 7         |           |           | 6         | 5         | 9         |           | 8         | 6         | 5         | 14        |
| Trofee veldrijden         | –         | –         | –         | –         | –         | –         | –         | –         | –         | 13        | 10        | 6         | 5         | 6         | 4         | 6         |           | 6         | 11        |
| UCI:s världsranking       | X         | X         | 21        | 7         | 2         | 1         | 2         | 1         | 6         | 2         | 1         | 5         | 4         | 4         | 5         | 6         | 14        | 8         | 16        |

X = Ej avhållen     DNF = Fullföljde ej      Am. = Amatör

## Meriter – landsväg
| 1988 Vinnare totalt av Tour of Ireland – Juniors Vinnare av Acht van Bladel 1989 2:a i lagtempo vid juniorvärldsmästerskapen 2:a i La Route des Géants 3:a totalt i Internationale Juniorendriedaagse 1995 7:a i Ronde van Noord-Holland 1996 10:a i linjelopp vid Nederländska mästerskapen | 1990 3:a i Ronde van Limburg 1991 Vinnare av Drielandenomloop 1992 2:a totalt i Triptyque Ardennais 9:a totalt i Tour de l'Avenir 1993 Vinnare av etapp 4 i Teleflex Tour Vinnare av etapp 3 i Delta Tour Zeeland |

## Meriter – mountainbike
| 1995 3:a i cross country (XCO) vid Nederländska mästerskapen 1996 3:a i cross country (XCO) vid Nederländska mästerskapen | 1997 Nederländsk mästare i cross country (XCO) |